# Lita Soler
Lita Soler (català: Lita Soler Arimón)  (Palma, 1917 - Palma, 23 d'octubre de 1975) va ser Miss Balears 1935 i presidenta d'honor del Balears FC (actual Atlètic Balears) entre 1935 i 1936.
L'activitat pública de Soler va començar el 26 d'abril de 1935 quan, en un acte celebrat al desaparegut Teatre Líric de Palma, fou proclamada Miss Balears i després va participar en el certamen estatal de Miss Espanya (llavors anomenat Señorita de España), sense assolir cap resultat significatiu. Però com a Miss Balears Soler va mantenir una rellevància pública a nivell local que li va permetre aparèixer en nombrosos actes socials i publicacions del moment a Mallorca.
Fou una destacada aficionada a l'esport en un moment en què només a grans ciutats com Madrid o Barcelona hi havia un moviment significatiu en pro de l'esport femení. En particular es va significar com a seguidora del Balears FC (actualment Atlètic Balears), i per això fou nomenada sòcia d'honor del club el 12 de maig de 1935. Però la vinculació entre Soler i el club blanc-i-blau va anar més enllà i el 9 d'agost del mateix any fou investida presidenta d'honor. Fou la primera persona en assolir aquest títol honorífic en l'entitat balearica i, segurament, la primera en assolir-ho a qualsevol entitat esportiva a Mallorca.
L'activitat pública de Lita Soler va acabar quan el mandat de Miss Balears va expirar a mitjan 1936. En tot cas, el cop d'Estat i la posterior Guerra Civil varen acabar del tot amb la seva presència pública fins a la seva mort, l'any 1975.